# Bergnäset
Bergnäset est une localité de la commune de Luleå dans le comté de Norrbotten en Suède.
Sa population était de 3 767 habitants en 2019.